# Elliot Van Strydonck
Elliot Van Strydonck (21 de julho de 1988) é um jogador de hóquei sobre a grama belga, medalhista olímpico

## Carreira
Elliot Van Strydonck integrou o elenco da Seleção Belga de Hóquei Sobre Grama, nas Olimpíadas de 2016, conquistando a medalha de prata.